# Batalla de Tifèrnum
La batalla de Tifèrnum (297 aC) fou un important enfrontament dins del context de la tercera guerra samnita, prop de l'actual província de Perusa, a la Itàlia central. La República Romana es va imposar a l'exèrcit samnita, comandat per Gel·li Estaci. El resultat donaria lloc a la decisiva batalla de Sentínum, on es decidiria quina potència militar dominaria la Itàlia central.

## Batalla
La tercera guerra samnita va esclatar prop de Nàpols, el 297 aC, l'últim intent samnita d'evitar la dominació romana del seu territori. Roma, aprofitant-se de la pau amb els etruscs, va enviar dos exèrcits al Samni liderats per Quint Fabi Màxim Rul·lià i Luci Corneli Escipió Barbat, cadascun compost per aproximadament 20.000 homes. Tots dos exèrcits haurien d'arrasar la zona central de la península Itàlica avançant separats però paral·lelament. Així un exèrcit podia assistir a l'altre en cas de problemes. L'exèrcit samnita, amb 25.000 guerrers sota el comandament d'Estaci, basava tota la seva estratègia en emboscar un dels exèrcits romans a l'estreta vall de Tifèrnum, per després enfrontar-se a l'altre. Per això va disposar una petita força visible que actués d'esquer dins de la vall, i va ocultar tota la seva força principal en turons circumdants. Però Rul·lià, comandant previngut, va enviar per endavant els seus exploradors i aquests van descobrir la trampa, de manera que no van entrar a la vall.
Estaci, temorós que el segon exèrcit romà, de Barbat, s'unís a Rul·lià, va optar per presentar batalla a camp obert, encara que conservant el considerable avantatge d'estar turó amunt. Quan tots dos exèrcits van estar enfrontats, i començaven les escaramusses, un petit destacament d'hastats liderats per Luci Corneli Escipió Barbat va aparèixer a l'esquena dels samnites. Tant els romans com els samnites pensaven que aquells homes eren l'avançada de l'exèrcit de Deci Mus, de manera que la moral dels romans va pujar enormement; al contrari que la dels samnites, que temien veure's envoltats i van començar a fugir.
Però en realitat aquells legionaris havien estat enviats pel mateix Rul·lià, que esperava precisament aquests resultats. Rul·lià era conscient de la seva inferioritat numèrica enfront dels samnites, a més d'estar en pitjor posició estratègica, ja que els seus legionaris haurien de lluitar costera amunt. En aquesta situació no aconseguiria una batalla d'enfrontament de línies, que tant dominaven els romans. Així que va decidir enviar el seu legatus Barbat juntament amb la línia de llancers (hastati) de la primera legió, que haurien de caure sigil·losament a l'esquena de l'enemic just en el moment en què la cavalleria romana carregaria contra la primera línia samnita. Si el pla tenia èxit, aconseguirien trencar el front de batalla enemic d'un sol cop i aconseguirien una victòria aclaparadora. No obstant això, la càrrega de cavalleria va partir massa aviat i es va estavellar estrepitosament contra el mur d'escuts samnita. Aquests, encoratjats pel fracàs romà, van contraatacar les línies romanes, fins que Barbat i els seus llancers van aparèixer a l'esquena. Estaci va creure erròniament que les legions de Deci Mus els havien envoltat i va ordenar retirar-se del combat.

## Anàlisi
Titus livi i altres autors moderns consideren la decisió del general samnita, un error utilis, es van equivocar en creure que tenien les de perdre, en confondre un grup de llancers amb tot un exèrcit de suport.Tot i la derrota, els samnites van tenir relativament poques baixes, uns 3.000 morts i 800 presoners, la qual cosa els va permetre continuar la guerra en altres escenaris, com el de la batalla de Sentínum.